# Hans Hubertus von Stosch
Hans-Hubertus Friedrich Wilhelm von Stosch (3. listopad 1889 Prenzlau  – 28. duben 1945 Friedland) byl německý námořní důstojník a viceadmirál Kriegsmarine .

## Životopis

### Původ
Hans von Stosch pocházel z pruské linie šlechtického rodu von Stosch(Stošové), který pocházel Slezska. Jeho rodiči byli Friedrich Wilhelm von Stosch(1850–1898) a Fennimor, rozená Fiebelkornová. 

### Kariéra
Hans von Stosch vstoupil do služeb Německého námořnictva v roce 1908, v roce 1912 byl povýšen na námořního poručíka.  Od roku 1913 sloužil na křižníku Helgoland  a později na křižníku Derfflinger. V roce 1914 se stal námořním nadporučíkem. V roce 1916 se zúčastnil jako pozorovací důstojník na křižníku Deffinger bitvy u Skagerraku, následně byl vyznamenán Železným křížem.  V červenci 1918 se stal strážním důstojníkem na minovém křižníku Bremse, následně byl do konce první světové války na stejném křižníku důstojníkem dělostřelectva.  V listopadu 1919 byl propuštěn do výslužby v hodnosti kapitán-poručíka. V roce 1920 byl povolán zpět do Reichsmarine. V roce 1927 byl povýšen do hodnosti korvetního kapitána a v roce 1934 se stal fregatním kapitánem. V roce 1937 se stal kontradmirálem Kriegsmarine. Během druhé světové války byl do února 1941 velitelem pevnosti Severního Fríska a později se stal námořním velitelem Řecka, kde působil do září 1941. Následně byl povýšen na viceadmirála a byl přesunut na úřad pro nákup zbraní.  V roce 1944 odešel z námořnictva a vrátil se na své panství Cosa(Friedland) v Mecklenbursku. Zemřel na konci války společně s manželkou, kdy 28. dubna 1945 došlo k obsazení obce Rudou armádou. Manželé byly pohřbeni na hřbitově v Lübbersdorfu.

### Rodina
V roce 1918 se oženil se Susanne Eisleben. Manželé měli spolu dvě děti.
- Hans-Jobst
- Elisabeth-Barbara